# San Girolamo nel deserto (Cima da Conegliano San Pietroburgo)
San Girolamo nel deserto è un dipinto di piccole dimensioni a olio su tavola di Cima da Conegliano, databile al 1500 circa e conservato nel Museo statale Ermitage di San Pietroburgo in Russia.

## Descrizione
Il dipinto rappresenta San Girolamo con una pietra nella mano destra per percuotersi il petto, che contempla la croce.